# 漢利希爾斯 (密蘇里州)
漢利希爾斯（英語：Hanley Hills）是位於美國密蘇里州聖路易斯縣的村。

## 人口
根據2020年美國人口普查的數據，漢利希爾斯的面積為0.93平方千米，皆為陸地。當地共有人口2009人，而人口密度為每平方千米2,160人。